# Marpesia peruura
Marpesia peruura är en fjärilsart som beskrevs av Felix Bryk 1953. Marpesia peruura ingår i släktet Marpesia och familjen praktfjärilar. Inga underarter finns listade i Catalogue of Life.